# Josef Friedrich Matthes

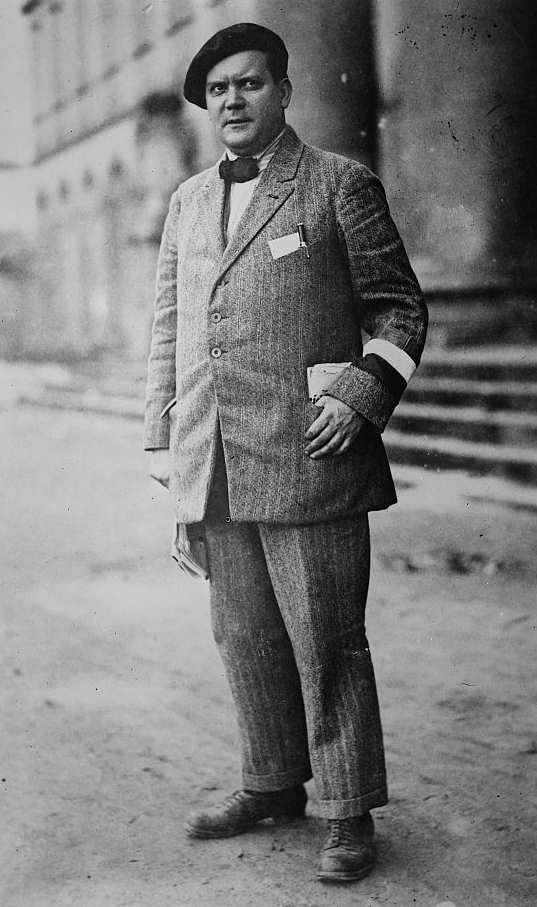
Josef Friedrich Matthes vor dem Kurfürstlichen Schloss in Koblenz 1923

Josef Friedrich Matthes (* 10. Februar 1886 in Würzburg; † 9. Oktober 1943 im KZ Dachau) war ein politischer Redakteur, Schriftsteller und rheinischer Separatist. Er war 1923 „Ministerpräsident“ der Rheinischen Republik.

## Kindheit und Schulzeit
Josef Friedrich Matthes wuchs als drittes und jüngstes Kind eines Theatersekretärs in Würzburg auf. Nach dem Besuch des Fischer’schen Knabeninstituts trat er an das Alte Gymnasium über (1896–99), wechselte aber nach Wiederholung einer Klasse an das Gymnasium Rothenburg ob der Tauber (1899/00) und von dort an das Gymnasium Münnerstadt. Dort verblieb er für zwei Schuljahre (1900–1902) und verließ die Schule ohne Abschluss.

## Erste berufliche Erfahrungen
Im Oktober 1903 nahm der siebzehn Jahre alte Matthes ein Volontariat beim Coburger Tageblatt auf, das er im Juli 1904 abbrach. Von November 1904 bis Ende April 1907 war er in Oberhausen beim Generalanzeiger tätig, zuletzt als leitender Redakteur des Oberhausener Lokalteils. Aufgrund seines aggressiven Schreibstils rühmte er sich, den dortigen Oberbürgermeister Otto Wippermann zu einem vorzeitigen Rückzug aus der Politik gezwungen zu haben (1906). Von 1907 bis Ende 1908 erfolgte ein Auslandsaufenthalt in der Schweiz, in Frankreich und in Belgien, wo er heiratete und Familienvater wurde.

## Der erste Aufenthalt in Aschaffenburg
Nach einem längeren Kuraufenthalt in Bad Brückenau (1908/1909) nahm der junge Redakteur eine Tätigkeit als Hauptschriftleiter bei der liberalen Aschaffenburger Zeitung auf, wo er scharf Stellung gegen das dortige Zentrum und dessen Oberbürgermeister Wilhelm Matt bezog. Große Aufbauarbeit leistete er bei der Unterstützung des fortschrittlichen Jugendvereins „Jung-Aschaffenburg“, in der junge Männer und Frauen mitarbeiten konnten. Im Ersten Weltkrieg bezog der Redakteur klar Stellung zugunsten einer nationalen Kriegszielpolitik.

## Die Übersiedelung nach Passau
1915 zog er von Aschaffenburg nach Passau. Dort wurde er Hauptschriftleiter der liberalen Passauer Zeitung, in der er so massiv Kritik an Bürgermeister Joseph Muggenthaler übte, dass dieser 1917 nicht mehr in sein Amt zurückkehrte. Im Juni 1918 sorgte er für die Gründung des fortschrittlichen Jugendvereins „Jung-Passau“, der zeitweise bis zu 500 Mitglieder beiderlei Geschlechts umfasste. Seit Mitte November 1918 sorgte Hauptschriftleiter Matthes dafür, dass die Passauer Liberalen sich 1919 der linksliberalen Deutschen Demokratischen Partei (DDP) anschlossen. Jedoch kam es bereits im Januar 1919 zu einem heftigen innerparteilichen Streit samt Spaltung der Passauer Liberalen, woraufhin Matthes zu einer persona non grata wurde. Daraufhin zog er am 15. September 1919 von Passau wieder nach Aschaffenburg.

## Der zweite Aufenthalt in Aschaffenburg, Prozess und Flucht
Dort war er Redakteur der SPD-Parteizeitung Volkszeitung. Zuvor war er bereits Mitglied der SPD geworden. Wohl 1921 wurde er aus der SPD ausgeschlossen. Als Folge eines von ihm aufgedeckten Lebensmittelverschiebeskandals in Aschaffenburg kam es Ende 1921 zu einem Prozess: 1921 wurde er wegen übler Nachrede und Beleidigung zu 6 Monaten Gefängnisstrafe verurteilt, weil er dem Aschaffenburger BürgermeisterWilhelm Matt Lebensmittelschiebungen vorgeworfen hatte. Es folgte die Flucht in das damals französisch besetzte Frankfurt, später nach Wiesbaden, wo er als Herausgeber der Zeitschrift Die Fackel wirkte.

## Mitwirkung an der rheinischen Separationsbewegung
Im April 1923 zog er nach Düsseldorf weiter, wo er unter französischem Protektorat Mitbegründer des „Rheinischen Unabhängigkeitsbundes“ wurde. In Koblenz, der Hauptstadt der damaligen preußischen Rheinprovinz, gründete Matthes mit Josef Smeets, Hans Adam Dorten und Leo Deckers am 15. August 1923 die „Vereinigte Rheinische Bewegung“. In Aachen wurde das Rathaus am 21. Oktober 1923 unter der Führung von Leo Deckers und Dr. Guthardt besetzt und im dortigen Kaisersaal die „Freie und unabhängige Republik Rheinland“ ausgerufen. Der französische Hochkommissar und Präsident der Rheinlandkommission, Paul Tirard, erkannte die Herrschaft der Separatisten am 26. Oktober als legitime Regierung an. Hans Adam Dorten und Matthes bildeten ein „Regierungskabinett“. Matthes als dessen designierter Vorsitzender wurde „Ministerpräsident“ der Rheinischen Republik.
Die Macht der neuen Regierung stützte sich im Wesentlichen auf die französischen Besatzer und die „Rheinland-Schutztruppen“. Eine massive Welle von Plünderungen durch die Schutztruppen führte zu Widerstand in der Bevölkerung. In Aegidienberg kamen am 15./16. November bei Auseinandersetzungen zwischen der Schutztruppe und Widerständlern 2 Einwohner und 14 Separatisten ums Leben. Die Ereignisse spalteten die Koblenzer Führung.

## Flucht, französisches Exil und Tod
Matthes trat am 27. November von seinen „Ämtern“ zurück und begab sich mit den Stationen Düsseldorf, Genf und Straßburg nach Paris. Ihm und seiner Frau wurde trotz der im Londoner Abkommen vom 31. August 1924 gewährten Amnestie unter Beugung des Rechts die Einreise nach Deutschland verweigert, was Kurt Tucholsky 1929 dazu veranlasste, den Essay Für Josef Matthes zu veröffentlichen. Seit 1930 oder 1933 arbeitete Matthes als Journalist in Paris. Er wurde 1941 nach der Kapitulation Frankreichs an Deutschland ausgeliefert und starb 1943 im KZ Dachau.

## Matthes als Autor
Vor allem zwischen 1908 und 1921 war Matthes als Verfasser verschiedener literarischer Texte tätig. In seinem 1908 veröffentlichten Tagebuch Der Jünglingsredakteur. Tagebuchaufzeichnungen legte er seine Sicht auf seine journalistische Tätigkeit in Oberhausen dar. Im selben Jahr erschien das Werk Wenn Kinder beichten. Eine Anklage, worin er den Bruch mit der Römisch-katholischen Kirche vollzog, indem er die sexuellen Ausfragen im Beichtstuhl kritisierte. Diverse Gedichte zeigen die Gedankenwelt eines tiefen Menschen, der aber auch gerne ein großer Literat gewesen wäre.